# سیلیسیم منوکسید

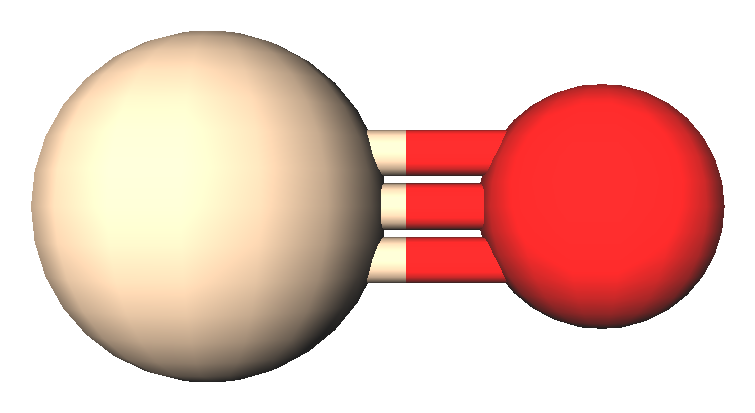
ساختار سه بعدی سیلیسیم مونوکسید

سیلیسیم منوکسید (به انگلیسی: Silicon monoxide) با فرمول شیمیایی SiO یک ترکیب شیمیایی با شناسه پاب‌کم ۶۶۲۴۱ است. که جرم مولی آن 44.08 g/mol می‌باشد. شکل ظاهری این ترکیب، جامد شیشه‌ای قهوه‌ای است.